# Andrea Bosca
Andrea Bosca (nacido el 14 de julio de 1980) es un actor italiano Apareció en más de treinta películas desde 2004.

## Vida y carrera
Andrea Bosca se graduó en 2003 en la Escuela de Teatro Stabile de Turín, fundada por el director Luca Ronconi.
En 2004 pasó a formar parte de la Compañía del Teatro Stabile de Turín. Desde 2005, también ha aparecido en varios proyectos italianos e internacionales, trabajando en películas, series de televisión y producciones teatrales, cambiando de idioma y de físico, desarrollando personajes diversos, desafiantes y realistas. Habla italiano, inglés, español y francés.
Apareció en numerosas películas, entre ellas Si può fare dirigida por Giulio Manfredonia, Noi credevamo de Mario Martone, Febbre da fieno de Laura Luchetti, Gli sfiorati de Matteo Rovere y Magnifica presenza de Ferzan Özpetek.
Apareció en la serie de televisión internacional Medici: Masters of Florence y la serie de ABC Quantico junto con la actriz Priyanka Chopra.
Últimamente trabajó en varias series de televisión italianas populares, incluidas La porta rossa, Made in Italy y Romanzo Famigliare de Francesca Archibugi.
Protagoniza la producción exclusiva de Amazon 3 caminos ambientada en el Camino de Santiago, disponible en streaming desde enero de 2021 en más de 20 países.

## Filmografía seleccionada
| Year | Title                             | Role            |
| ---- | --------------------------------- | --------------- |
| 2004 | Saint John Bosco: Mission to Love | Enrico Zarello  |
| 2008 | Amore, bugie e calcetto           | Adam            |
| 2008 | Si può fare                       | Gigio           |
| 2010 | Noi credevamo                     | Angelo          |
| 2010 | Hayfever                          | Matteo          |
| 2011 | Drifters                          | Méte            |
| 2012 | Magnificent Presence              | Luca Veroli     |
| 2015 | Grand Hotel                       | Marco Testa     |
| 2015 | La dama velada                    | Cornelio Grandi |
| 2016 | Best Enemies Forever              | Ruggero         |
| 2016 | Medici: Masters of Florence       | Sanuto          |
| 2018 | Quantico                          | Andrea          |
| 2021 | 3 caminos                         | Luca            |
| 2022 | En la Toscana                     | Pino            |